# Radovan (Romania)
Radovan è un comune della Romania di 1323 abitanti, ubicato nel distretto di Dolj, nella regione storica dell'Oltenia.
Il comune è formato dall'unione di 3 villaggi:  Fântânele, Radovan, Târnava.